# Joint Force Command Norfolk
Das Joint Force Command Norfolk (JFC Norfolk) ist eine Kommandobehörde der NATO mit Sitz in Norfolk, Virginia, USA. Sie wurde am 26. Juli 2019 als Teil der NATO-Kommandostruktur in Dienst gestellt. Sie wird von einem Vizeadmiral der United States Navy geführt, der zugleich Befehlshaber der Zweiten U.S. Flotte ist, die am 24. August 2018 nach sieben Jahren Pause reaktiviert wurde.

## Geschichte
In Folge der völkerrechtswidrigen Annexion der ukrainischen Halbinsel Krim durch Russland 2014 entschloss sich die NATO zwei neue Kommandos aufzustellen, deren Aufgaben die Sicherung der Transportwege für US-amerikanischen Nachschub über den Atlantik und durch Mitteleuropa sein sollten. Die Sicherung des Seeweeges sollte ein neues NATO-Kommando in Norfolk, Virginia, übernehmen, kollokiert mit dem Kommando der amerikanischen Zweiten Fleet und einem Befehlshaber in Personalunion.

## Leitung
Erster Befehlshaber des JFC Norfolk war Vice Admiral Andrew L. Lewis (United States Navy), sein Stellvertreter Rear Admiral Andrew Betton (Royal Navy) und Chef des Stabes Flottillenadmiral Stefan Pauly (Deutsche Marine).
| Nr. | Name             | Beginn der Amtszeit | Ende der Amtszeit |
| --- | ---------------- | ------------------- | ----------------- |
| 3.  | Douglas G. Perry | 12. Januar 2024     |                   |
| 2.  | Daniel W. Dwyer  | 20. August 2021     | 12. Januar 2024   |
| 1.  | Andrew L. Lewis  | 26. Juli 2019       | 20. August 2021   |

Seit August 2024 ist Generalmajor Elisabeth Gifstad Michelsen Deputy Chief of Staff Operation.